# Чемпіонат СРСР з баскетболу серед жінок
Чемпіонат СРСР з баскетболу серед жінок (рос. Чемпионат СССР по баскетболу среди женщин) — жіноча баскетбольна першість СРСР, яку проводили починаючи з 1923 року, а щорічно — з 1934-го.
До 1937 року за першість боролися команди міст і республік, з перемінним успіхом чемпіонами ставали Москва і Ленінград. Від 1937 року чемпіонат проходив за клубним принципом і до кінця 1950-х фаворитом змагань була команда «Динамо» (Москва).
З 1960 року настала ера ТТТ (Рига), який майже щороку вигравав чемпіонат країни і Кубок європейських чемпіонів. З урахуванням того, що радянські баскетболістки вигравали практично всі Олімпійські турніри, а також чемпіонати Європи та світу, чемпіонат Радянського Союзу був найсильнішою жіночою баскетбольною лігою світу.
З українських команд чемпіоном СРСР ставало «Динамо» Київ (1949 року).

## Список призерів
| Рік  | Переможець              | 2 місце               | 3 місце                      | Примітки |
| ---- | ----------------------- | --------------------- | ---------------------------- | --- |
| 1923 | Петроград               | Богородськ            | Москва, В'ятка (3-4-е місця) | I чемпіонат. Місце проведення: Москва |
| 1924 | Москва                  | Південний Схід        | Урал (три команди)           | II чемпіонат. Місце проведення: Москва |
| 1928 | Ленінград               | Білоруська РСР        |                              | III чемпіонат. Місце проведення: Москва. Чемпіонат відбувся за незвичною схемою: паралельно розігрували першості РРФСР і СРСР, переможці яких зустрілися у фіналі |
| 1934 | Москва                  | Ленінград             | Одеса                        | IV чемпіонат. Місце проведення: Київ |
| 1935 | Ленінград               | Москва                | Одеса                        | V чемпіонат. Місце проведення: Ленінград |
| 1936 | Москва                  | Ленінград             | Баку                         | VI чемпіонат. Місце проведення: Тифліс |
| 1937 | «Динамо» (Москва)       | «Локомотив» (М)       | ГОЛІФК (Л)                   | VII чемпіонат. Місце проведення: Москва. Перший чемпіонат, проведений за клубним принципом                                                                        |
| 1938 | «Динамо» (Москва)       | «Спартак» (М)         | «Спартак» (Л)                | VIII чемпіонат |
| 1939 | «Динамо» (Москва)       | «Локомотив» (М)       | «Спартак» (М)                | IX чемпіонат |
| 1940 | «Динамо» (Москва)       | «Локомотив» (М)       | «Спартак» (Л)                | X чемпіонат |
| 1944 | «Динамо» (Москва)       | «Локомотив» (М)       | «Спартак» (М)                | |
| 1945 | «Динамо» (Москва)       | МАІ                   | «Динамо» (К)                 | |
| 1946 | МАІ                     | «Будівельник» (М)     | «Динамо» (Москва)            | |
| 1947 | МАІ                     | «Динамо» (Москва)     | «Локомотив» (М)              | |
| 1948 | «Динамо» (Москва)       | МАІ                   | «Локомотив» (М)              | |
| 1949 | «Динамо» (Київ)         | «Локомотив» (М)       | «Динамо» (Москва)            | |
| 1950 | «Динамо» (Москва)       | «Динамо» (Київ)       | «Локомотив» (М)              | |
| 1951 | МАІ                     | «Динамо» (Москва)     | «Локомотив» (М)              | |
| 1952 | «Будівельник» (М)       | МАІ                   | «Динамо» (Москва)            | |
| 1953 | «Динамо» (Москва)       | МАІ                   | «Іскра» (Л)                  | |
| 1954 | МАІ                     | «Динамо» (Москва)     | «Будівельник» (М)            | |
| 1955 | МАІ                     | «Будівельник» (М)     | «Динамо» (Москва)            | |
| 1956 | Москва                  | Латвійська РСР        | Ленінград                    | Турнір I Спартакіади народів СРСР був одночасно чемпіонатом країни                                                                                                |
| 1957 | «Динамо» (Москва)       | «Калев» (Тарту)       | «Будівельник» (М)            | |
| 1958 | «Динамо» (Москва)       | «Калев» (Тарту)       | «Даугава» (Рига)             | |
| 1959 | Москва                  | Естонська РСР         | Ленінград                    | Турнір II Спартакіади народів СРСР був одночасно чемпіонатом країни                                                                                               |
| 1960 | ТТТ (Рига)              | УСК (Тарту)           | СКА (Л)                      | |
| 1961 | ТТТ (Рига)              | СКА (Л)               | «Буревісник» (Л)             | |
| 1962 | ТТТ (Рига)              | СКА (Л)               | «Серп і молот» (М)           | |
| 1963 | Латвійська РСР          | Ленінград             | Москва                       | Турнір III Спартакіади народів СРСР був одночасно чемпіонатом країни                                                                                              |
| 1964 | ТТТ (Рига)              | «Буревісник» (Л)      | СКА (Л)                      | |
| 1965 | ТТТ (Рига)              | ГПІ (Тб)              | СКА (Л)                      | |
| 1966 | ТТТ (Рига)              | ГПІ (Тб)              | «Динамо» (Москва)            | |
| 1967 | Латвійська РСР          | Москва                | РРФСР                        | Турнір IV Спартакіади народів СРСР був одночасно чемпіонатом країни                                                                                               |
| 1968 | ТТТ (Рига)              | «Спартак» (Мос. обл.) | «Буревісник» (Л)             | |
| 1969 | ТТТ (Рига)              | «Спартак» (Мос. обл.) | «Кібіркштіс» (Каунас)        | |
| 1970 | ТТТ (Рига)              | «Спартак» (Л)         | «Спартак» (Мос. обл.)        | |
| 1971 | ТТТ (Рига)              | «Спартак» (Л)         | «Кібіркштіс» (Каунас)        | |
| 1972 | ТТТ (Рига)              | «Спартак» (Л)         | «Кібіркштіс» (Каунас)        | |
| 1973 | ТТТ (Рига)              | «Спартак» (Л)         | «Уралмаш» (Свердл.)          | |
| 1974 | «Спартак» (Л)           | ТТТ (Рига)            | «Уралмаш» (Свердл.)          | |
| 1975 | ТТТ (Рига)              | «Спартак» (Л)         | «Спартак» (Мос. обл.)        | |
| 1976 | ТТТ (Рига)              | «Спартак» (Мос. обл.) | «Спартак» (Л)                | |
| 1977 | ТТТ (Рига)              | «Динамо» (М)          | «Спартак» (Мос. обл.)        | |
| 1978 | «Спартак» (Мос. обл.)   | ТТТ (Рига)            | «Динамо» (М)                 | |
| 1979 | ТТТ (Рига)              | «Спартак» (Мос. обл.) | «Динамо» (М)                 | |
| 1980 | ТТТ (Рига)              | «Спартак» (Мос. обл.) | ЦСКА                         | |
| 1981 | ТТТ (Рига)              | «Спартак» (Мос. обл.) | «Динамо» (Новосибірськ)      | |
| 1982 | ТТТ (Рига)              | «Спартак» (Мос. обл.) | «Динамо» (Новосибірськ)      | |
| 1983 | ТТТ (Рига)              | ЦСКА                  | «Горизонт» (Мінськ)          | |
| 1984 | ТТТ (Рига)              | ЦСКА                  | «Кібіркштіс» (Вільнюс)       | |
| 1985 | ЦСКА                    | ТТТ (Рига)            | «Динамо» (Новосибірськ)      | |
| 1986 | «Динамо» (Новосибірськ) | ТТТ (Рига)            | ЦСКА                         | |
| 1987 | «Динамо» (Новосибірськ) | «Спартак» (Л)         | ЦСКА                         | |
| 1988 | «Динамо» (Новосибірськ) | ЦСКА                  | «Електросила» (Л)            | |
| 1989 | ЦСКА                    | «Горизонт» (Мінськ)   | «Динамо» (Волгоград)         | |
| 1990 | «Електросила» (Л)       | ЦСКА                  | «Динамо» (Волгоград)         | |
| 1991 | «Динамо» (Київ)         | ЦСКА                  | «Горизонт» (Мінськ)          | |
| 1992 | «Динамо» (Київ)         | «Молдова» (Кишинів)   | ЦСКА                         | Чемпіонат СНД |